# Juwenaliusz (Pojarkow)
Juwenaliusz, imię świeckie Władimir Kiriłłowicz Pojarkow (ur. 22 września 1935 w Jarosławiu) – rosyjski biskup prawosławny. W latach 1977–2021 członek stały Świętego Synodu Rosyjskiego Kościoła Prawosławnego.

## Życiorys

### Młodość
Urodził się w Jarosławiu. Jego ojciec pochodził z rodziny staroobrzędowców, jednak sam nie był praktykującym wiernym. Postawę religijną Władimira Pojarkowa ukształtowała jego matka, głęboko wierząca prawosławna, uczennica duchowa biskupa Warłaam (Riaszencewa), następnie zaś ks. Władimira Gradusowa. Od jedenastego roku życia był ministrantem w miejscowym soborze katedralnym. Sam hierarcha wspominał, iż jego nauczycielem duchowym był w tym okresie archimandryta, później biskup uglicki Izajasz (Kowalow). W 1953, po uzyskaniu średniego wykształcenia, wstąpił do seminarium duchownego w Leningradzie, które ukończył jako najlepszy absolwent w swoim roczniku. Po zakończeniu nauki w seminarium studiował teologię w Leningradzkiej Akademii Duchownej (od 1957). Jeszcze jako student, 10 października 1959, w cerkwi św. Jana Teologa przy Akademii złożył wieczyste śluby mnisze przed archimandrytą Nikodemem (Rotowem), przyjmując imię Juwenaliusz na cześć świętego patriarchy jerozolimskiego o tym samym imieniu. Archimandryta, następnie biskup i metropolita Nikodem był do końca życia najważniejszym autorytetem duchowym Juwenaliusza (Pojarkowa).
4 listopada tego samego roku metropolita leningradzki i ładoski Pitirim wyświęcił go na hierodiakona. 1 stycznia 1960 przyjął święcenia kapłańskie z rąk biskupa łuskiego Aleksego. W tym samym roku został przyjęty do pracy w Wydziale Zewnętrznych Stosunków Cerkiewnych i w związku z tym swoje studia teologiczne kończył w Moskiewskiej Akademii Duchownej. Dwa lata później, w uznaniu dotychczasowej pracy dla Rosyjskiego Kościoła Prawosławnego, patriarcha Aleksy I nadał mu godność igumena. W tym samym roku został proboszczem parafii Świętych Konstantyna i Heleny w Berlinie oraz redaktorem naczelnym niemieckojęzycznego pisma Stimme der Orthodoxie.
W 1963 został archimandrytą. Przez rok, do 1964, sprawował funkcję kierownika rosyjskiej misji prawosławnej w Jerozolimie.

### Biskup
25 listopada 1965 otrzymał nominację na biskupa zarajskiego, wikariusza eparchii moskiewskiej. Jego chirotonia biskupia miała miejsce 26 grudnia w soborze Trójcy Świętej w ławrze Aleksandra Newskiego w Leningradzie; jako główny konsekrator wziął w niej udział metropolita leningradzki Nikodem. 20 marca 1969 został wyznaczony do objęcia katedry tulskiej i bielowskiej. Równocześnie, od 1967 do 1970, był zwierzchnikiem parafii Patriarchatu Moskiewskiego w Japonii. W 1967 odbył podróż do Japonii w celu dokonania oceny ich sytuacji, zaś w roku następnym, w czasie drugiej wizyty, wezwał do zjednoczenia wszystkich prawosławnych instytucji w Japonii w tejże jurysdykcji. Zapoczątkowany wówczas proces ich konsolidacji zakończył się w 1970 powołaniem autonomicznego Japońskiego Kościoła Prawosławnego. W 1969 wyjeżdżał na Athos, gdzie prowadził ze Świętą Wspólnotą negocjacje na rzecz ponownego sprowadzenia mnichów rosyjskich do klasztoru św. Pantelejmona. W roku następnym, po nadaniu autokefalii Kościołowi Prawosławnemu w Ameryce, współorganizował patriarsze parafie w USA.
W 1971 otrzymał godność arcybiskupią za wkład w przygotowania Soboru Lokalnego Rosyjskiego Kościoła Prawosławnego w 1971. Rok później nadana została mu godność metropolity. W 1976 nagrodzony prawem noszenia dwóch panagii. Od 11 czerwca 1977 do przejścia w stan spoczynku był metropolitą krutickim i kołomieńskim, ordynariuszem eparchii moskiewskiej obwodowej, której podlegały parafie i klasztory prawosławne w obwodzie moskiewskim, poza Moskwą.

### Działalność na arenie międzykościelnej
Uczestniczył w czterech kolejnych Zgromadzenia Ogólnych Światowej Rady Kościołów między rokiem 1961 a 1983.
30 maja 1972 został przewodniczącym Wydziału Zewnętrznych Stosunków Cerkiewnych. Objęcie przez niego tej funkcji było związane z rezygnacją z jej piastowania przez metropolitę leningradzkiego i nowogrodzkiego Nikodema. Arcybiskup Juwenaliusz był jednym z jego najbliższych współpracowników i po objęciu kierownictwa w Wydziale prowadził jego działalność w duchu wyznaczonym przez Nikodema, który do swojej śmierci w 1978 zachowywał znaczące wpływy w strukturze. W ramach swoich obowiązków Juwenaliusz odbywał liczne podróże zagraniczne, w czasie których twierdził, iż w Związku Radzieckim nie mają miejsca prześladowania chrześcijan. W analogicznym duchu wypowiadał się na posiedzeniach Światowej Rady Kościołów, podobnie jak jego poprzednik blokując razem z innymi delegatami radzieckimi wydawanie rezolucji odnoszących się do represji radzieckich wymierzonych w Rosyjski Kościół Prawosławny. Przyznając, iż w ZSRR miały miejsce przypadki represji wymierzonych w Cerkiew, twierdził, iż ich przyczyną było antyradzieckie nastawienie części duchowieństwa, nie zaś walka z religią sama w sobie. W niektórych aktach KGB ujawnionych czasowo po upadku ZSRR Juwenaliusz (Pojarkow) występuje po 1978 jako agent ADAMANT.
Równocześnie metropolita Juwenaliusz w zdecydowany sposób przeciwstawiał się zamykaniu cerkwi w kierowanych przez siebie eparchiach. W 1981 metropolita Juwenaliusz odszedł z Wydziału Stosunków Zewnętrznych w związku ze swoimi problemami zdrowotnymi, prawdopodobnie również z powodu braku spodziewanych osiągnięć w pracy. Hierarcha nie wykazywał się bowiem energią swojego poprzednika w pracy w Wydziale i nie potrafił, podobnie jak on, uzyskiwać od władz radzieckich pewnych ustępstw w polityce wewnętrznej wobec Kościoła w zamian za proradzieckie wystąpienia na arenie międzynarodowej. W okresie zarządzania Wydziałem przez Juwenaliusza praktycznej likwidacji uległ m.in. zainicjowany przez Nikodema (Rotowa) program międzynarodowych wymian studentów, umożliwiających rosyjskich duchownym naukę na wydziałach uczelni teologicznych w Watykanie i w Ratyzbonie.
Także po odejściu z Wydziału Stosunków Zewnętrznych wielokrotnie reprezentował Patriarchat Moskiewski w czasie oficjalnych wizyt w innych autokefalicznych Kościołach prawosławnych.

### Działalność po upadku ZSRR

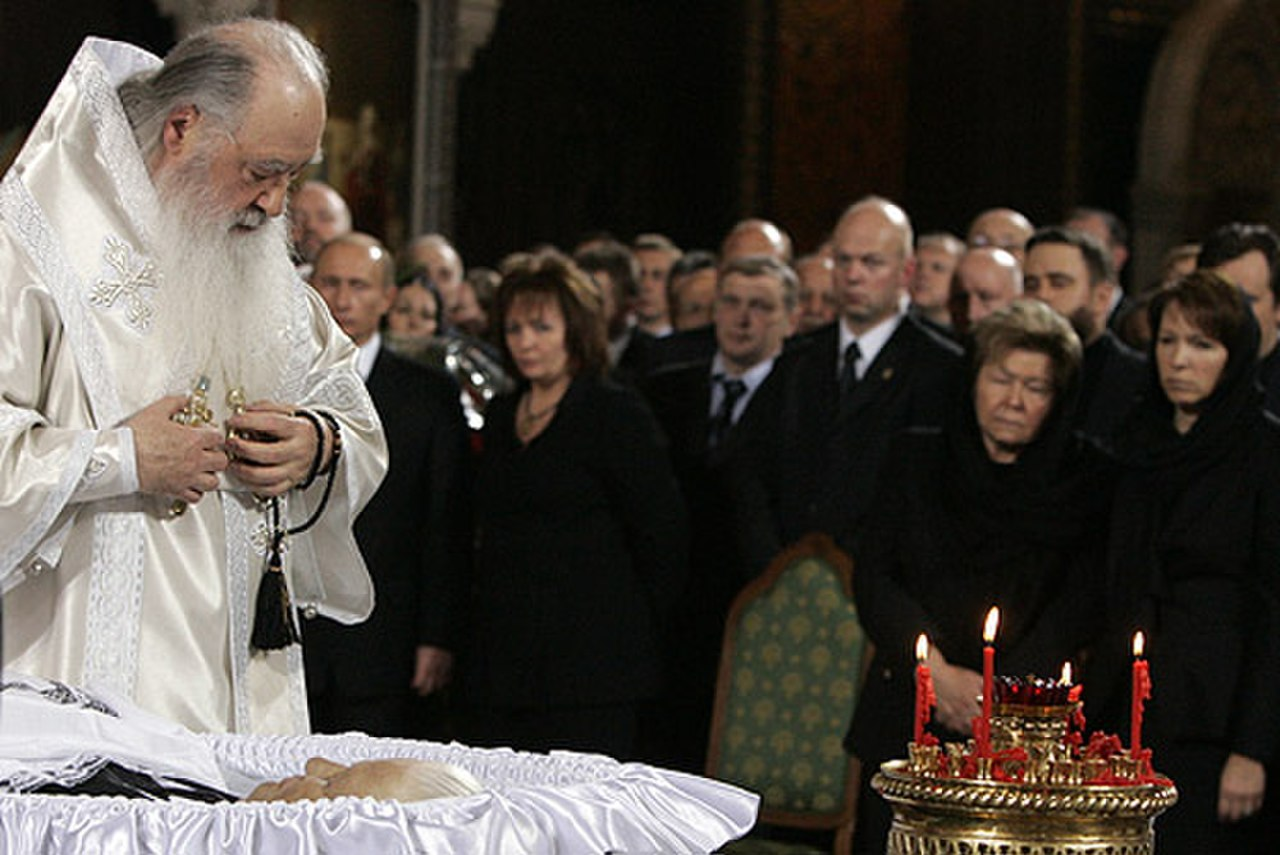
Metropolita Juwenaliusz podczas pogrzebu Borysa Jelcyna

Od 1988 do 2011 kierował komisją ds. kanonizacji przy Synodzie Rosyjskiego Kościoła Prawosławnego.
W 2010, w związku z ukończeniem 75. roku życia, zgodnie z regulaminem wewnętrznym Rosyjskim Kościoła Prawosławnego złożył prośbę o przeniesienie w stan spoczynku. Święty Synod Kościoła pozostawił go jednak na katedrze.
12 stycznia 2013 przewodniczył pierwszej od czasu reformy cerkiewnej patriarchy Nikona Świętej Liturgii odprawionej na Kremlu moskiewskim według tradycyjnych ruskich obrzędów liturgicznych.
13 kwietnia 2021 r. Święty Synod Rosyjskiego Kościoła prawosławnego dokonał reorganizacji eparchii moskiewskiej obwodowej, dzieląc ją na pięć mniejszych eparchii podlegających metropolii moskiewskiej (w granicach dotychczasowej eparchii moskiewskiej obwodowej). Metropolita Juwenaliusz zachował dotychczasowy tytuł i został ordynariuszem eparchii kołomieńskiej, z prawami wykonywania obowiązków zwierzchnika całej metropolii moskiewskiej, na czele której oficjalnie stanął patriarcha moskiewski i całej Rusi. Następnego dnia metropolita Juwenaliusz złożył na ręce patriarchy prośbę o przeniesienie w stan spoczynku, która została przyjęta. Na miejsce pobytu hierarchy wyznaczono Moskwę.

## Odznaczenia

### Cerkiewne
- Ordery Świętego Włodzimierza I i II klasy
- Order Świętego Sergiusza z Radoneża I klasy
- Order Świętego Serafina z Sarowa I klasy
- Order Świętego Księcia Daniela Moskiewskiego I klasy
- Ordery Świętego Innocentego Metropolity Moskiewskiego i Kołomieńskiego I i II klasy
- Order Świętego Apostoła i Ewangelisty Marka – Patriarchat Aleksandryjski
- Order Świętych Piotra i Pawła – Patriarchat Antiochii
- Wielki Krzyż Orderu Grobu Pańskiego – Patriarchat Jerozolimy
- Order Świętej Nino I klasy – Gruziński Kościół Prawosławny
- Order Świętych Cyryla i Metodego I klasy – Bułgarski Kościół Prawosławny (dwukrotnie)
- Order Świętego Jana Rylskiego – Bułgarski Kościół Prawosławny
- Order Świętej Marii Magdaleny – Polski Autokefaliczny Kościół Prawosławny
- Ordery Świętych Cyryla i Metodego I, II i III klasy – Kościół Prawosławny Czech i Słowacji
- Order Baranka Bożego – Fiński Kościół Prawosławny
- Order Świętej Katarzyny – Autonomiczny Kościół Góry Synaj
- Medal Świętego Apostoła Pawła – Grecki Kościół Prawosławny

### Świeckie
- Order „Za zasługi dla Ojczyzny” IV (2006) i III (2010) klasy
- Order Honoru (2000)
- Order Przyjaźni Narodów (1985)
- Medal 850-lecia Moskwy